# Émeraude-Klasse (1940)
Die Émeraude-Klasse war eine geplante Klasse von vier U-Booten 3. Klasse der Französischen Marine, die auf Grund des Zweiten Weltkrieges nicht gebaut wurden.

## Allgemeines
Die Konstruktion war eine vergrößerte Weiterentwicklung der U-Boot-Minenleger der Sashir-Klasse. Im Mai 1938 wurde die Émeraude in Toulon als erstes und einziges Boot der Klasse auf Kiel gelegt. Das unfertige Boot wurde am 18. Juni 1940, einige Tage vor dem deutsch-französischen Waffenstillstand, durch die Franzosen zerstört, um eine Weiternutzung durch den Kriegsgegner zu verhindern. Die Aufträge für sechs weitere geplante U-Boote wurden gestrichen.

## Einheiten
| Kennung | Name          | Bauwerft                                     | Kiellegung                             | Stapellauf                             | Indienststellung                       | Verbleib                               |
| ------- | ------------- | -------------------------------------------- | -------------------------------------- | -------------------------------------- | -------------------------------------- | -------------------------------------- |
| Q 197   | Émeraude      | Arsenal de Toulon                            | Mai 1938                               | am 18. Juni 1940 auf Helling zerstört  | am 18. Juni 1940 auf Helling zerstört  | am 18. Juni 1940 auf Helling zerstört  |
| Q 208   | L’Agate       | Chantiers Schneider et Cie, Chalon-sur-Saône | Bauaufträge am 23. Juni 1940 storniert | Bauaufträge am 23. Juni 1940 storniert | Bauaufträge am 23. Juni 1940 storniert | Bauaufträge am 23. Juni 1940 storniert |
| Q 209   | Le Corail     | Chantiers Schneider et Cie, Chalon-sur-Saône | Bauaufträge am 23. Juni 1940 storniert | Bauaufträge am 23. Juni 1940 storniert | Bauaufträge am 23. Juni 1940 storniert | Bauaufträge am 23. Juni 1940 storniert |
| Q 210   | L’Escarbouche | Chantiers Schneider et Cie, Chalon-sur-Saône | Bauaufträge am 23. Juni 1940 storniert | Bauaufträge am 23. Juni 1940 storniert | Bauaufträge am 23. Juni 1940 storniert | Bauaufträge am 23. Juni 1940 storniert |

## Bemerkungen
1. ↑  Die Französische Marine unterschied drei Klassen von U-Booten: Boote 1. Klasse waren Hochseeboote. Boote 2. Klasse waren kleinere Küstenboote. Boote 3. Klasse waren Minenleger.